# Vladimíra Klumparová
Vladimíra Klumparová, roz. Vopálková, Vladimira Klumpar-Pavlik (* 18. března 1954 Rychnov nad Kněžnou) je sklářská výtvarnice. V letech 1985–2003 žila a tvořila v USA.

## Život
Vladimíra Klumparová strávila dětství v Potštejně. V letech 1969–1973 absolvovala Odbornou školu sklářskou v Železném Brodu a poté pracovala jeden rok jako návrhářka šperků pro n.p. Železnobrodské sklo. V letech 1974–1981 studovala na Vysoké škole Uměleckoprůmyslové v Praze u prof. Stanislava Libenského. Sama uvádí, že podstatný vliv na ni měla Jaroslava Brychtová, která studenty učila modelování i praktické práci se sklem ve sklářské huti. Patřila mezi výrazné talenty své generace a od roku 1982 vystavovala doma i v zahraničí. Na prvním mezinárodním sklářském sympoziu v Novém Boru roku 1983 navázala vztah se sklářským výtvarníkem Michalem Pavlíkem, který v té době žil v USA. Když roku 1984 dostala povolení k cestě do USA, aby mohla dohlížet na instalaci své výstavy v Heller Gallery v New Yorku, provdala se za M. Pavlíka, se kterým v té době už měla syna (Matyas Pavlik, *1984). Roku 1985 dostala povolení k vystěhování do USA s oběma svými dětmi (starší syn byl z předchozího vztahu).
Za Pavlíkem a Klumparovou přijel do USA na krátký pobyt Martin Rosol, který jim pomohl vybudovat dílnu na studené techniky v Massachusetts, kam se manželé přestěhovali. Klumparová si zároveň nechala postavit dvě pece na práci s taveným a lehaným sklem. V následujících třech letech pobývala často v Mexiku, kde si manželé koupili dům. Roku 1989 den po vernisáži její autorské výstavy v Habatat Galleries v Chicagu vypukl požár, který zničil vystavená díla. Klumparová pak radikálně změnila styl své tvorby.
Roku 1991 obdržela stipendia New England Artist Foundation a Massachusetts Artist Foundation, roku 1997 grant Pollock-Krasner Foundation. Po roce 2000 pracovala na rozměrnějších objektech se svým manželem a díla prezentovali jako spoluautoři. S realizací se obraceli na české studio Lhotský v Pelechově a později spolupracovali s Ivanem Novotným a Tomášem Málkem. Nakonec prodali dům i ateliér v USA a roku 2003 přesídlili natrvalo do Čech. V současnosti Klumparová žije a tvoří střídavě v Čechách, USA a Mexiku. Má ateliér a dílnu v Loučkách u Železného Brodu, kde s ní spolupracuje i její syn Matyas Pavlik.
Roku 2012 založila s Bodou Horákem značku M.O.M. (moje objektové múzy), zaměřenou na tvorbu osvětlovacích skleněných interiérových objektů.

## Dílo
Klumparová během prvních let v USA pracovala na sérii skleněných objektů, inspirovaných předkolumbovskými stavbami v Mexiku a nazvaných Chrámy. Ty byly složeny z vrstev čirého skla, proložených zlatou fólií, inlají z bublin nebo zatavených barevných frit a následně vybroušeny. Komplikovanější plastiky ze série Nebeský chrám byly sestaveny z trojúhelníků a pyramid z optického skla Schott, které zesilovaly účinek vizuálních efektů zlaté fólie. Tato perioda její tvorby byla ukončena tragickým požárem na výstavě v Habattat Galleries v Chicagu, kde byla značná část jejích děl zničena.
Klumparová se pak začala věnovat tavení skla ve formě a vytvořila sérii zemitějších a kompaktnějších plastik z barevného skla (Sea Chambers, 1990). Po roce 2000 byla spoluautorkou rozměrných objektů z hutního skla, které tvořila spolu s Michalem Pavlíkem. Po návratu do Čech pokračovala ve vlastní autorské tvorbě. Vytváří skleněné objekty z hutního skla ve formě vertikálních stél organických tvarů znázorňujících pohyb (Ribbon, Spin, 2015), abstraktní prostorové objekty s výraznou texturou povrchu (Breakthrough in Blue, 2010, Drop in the Landscape, Black Smoke, 2012,) nebo květů, v nichž plně využívá optické vlastnosti vybrušovaných tvarů skla.

### Autorské výstavy (výběr)
- 1984 Heller Gallery, New York City
- 1988 Holsten Gallery, Palm Beach
- 1989 Habatat Gallery, Chicago
- 1991 Heller Gallery, New York City, NYHolsten Gallery, Palm Beach, Sanske Gallery, Zürich
- 1993 Canal Gallery, Holyoke, MA
- 1997 Drury Gallery, Marlboro College, Marlboro
- 1999 Gallery Bershad, Somerville, Bohemian Gallery, Astoria-Queens, NY
- 2000 SOFA Chicago – with Habatat Galleries, Chicago (s Michaelem Pavlikem), Habatat Gallery, Boca Raton, (s Michaelem Pavlikem)
- 2001 Heller Gallery, New York City, NY (with Michael Pavlik)
- 2002 Galerie Pokorná, Prague, Czech Republic (with Michael Pavlik)
- 2003 Vladimira Klumpar – Works from 1986 to 1998, Chappel Gallery, New York City, Imago Gallery, Palm Desert, CA (with Michael Pavlik)
- 2004 SOFA Chicago – Heller Gallery, Chicago, Habatat Gallery, Boca Raton, FL (with Michael Pavlik)
- 2005 Marx Saunders Gallery, Chicago, Galerie Pokorná, Praha
- 2006 SOFA Chicago – with Heller Gallery, Chicago
- 2007 Marx Saunders Gallery, Chicago
- 2008 Habatat Gallery, Tysons Corner, VA
- 2009 Imago Gallery, Palm Desert, CA
- 2011 Heller Gallery, New York City
- 2012 Tajemství světla, Východočeská galerie, Pardubice
- 2013 Broft / Van der Horst Galleries, Hague
- 2019 Vibrace, Galerie Kuzebauch, Praha